# استاروکومان‌کیه‌وو
استاروکومان‌کیه‌وو (انگلیسی: Starokurmankeyevo) یک شهرک در شهرستان داولکانوفسکی در استان باشقیرستان کشور روسیه است.